# Savez novinara Jugoslavije
Savez novinara Jugoslavije bila je organizacija profesionalnih novinara u doba totalitarne SFRJ. 

## Ciljevi saveza
Savez novinara Jugoslavije imao je za cilj promicati duh socijalističkog novinarstva, političko-ideološki i stručno obrazovanje svojih članova, i predstavljane interese svojih članova. Članstvo u Savezu komunista često je bio opći uvjet za dobivanje radnog mjesta.
Uz vrlo rijetke iznime, u doba bivše države velik broj novinara, urednika, glavni urednici bili su sastavni dio komunističke elite. 
Jedna dio novinara bili su suradnici ili djelatnici komunističke tajne službe poput UDBE.